# Adesmus diana
Adesmus diana es una especie de escarabajo longicornio del género Adesmus, categorizada en la tribu Hemilophini, de la subfamilia Lamiinae. Fue descrita por Thomson en 1860.

## Descripción
Mide 13,78-16 mm de longitud.

## Distribución
Se distribuye por Brasil, Colombia y Guayana Francesa.